# Annerly Poulos
Annerly Poulos (* 8. Januar 2003 in Canberra) ist eine australische Tennisspielerin.

## Karriere
Poulos ist die Tochter einer samoanischen Mutter und eines griechischen Vaters. Sie begann mit drei Jahren das Tennisspielen und spielte im Alter von sieben Jahren ihr erstes Turnier. Sie spielt vor allem auf der ITF Women’s World Tennis Tour.
2017 erhielt sie mit ihrer Partnerin Tayla Whitehouse eine Wildcard für das Juniorinnendoppel der Australian Open. Danach gewann sie mit 14 Jahren die U16 Meisterschaft in Australien, womit sie eine Wildcard für den Einzelwettbewerb der Australian Open 2018 erhielt. Bei den Australian Open 2018 trat sie sowohl im Einzel als auch im Doppel an. Im Einzel konnte sie ihr Erstrundenmatch gewinnen, scheiterte dann aber in der zweiten Runde. Im Doppel unterlag sie mit ihrer Partnerin Zara Brankovic bereits in der ersten Runde.
Sie spielte im September 2018 für die australische Auswahl im Junior Fed-Cup.
Im Januar 2019 erhielt sie mit ihrer Partnerin Alison Bai eine Wildcard für das Hauptfeld der Hobart International, einem mit 250.000 US-Dollar dotierten Turnier der WTA Tour. Dort unterlag das Duo aber bereits in der ersten Runde der Paarung Anastassija Potapowa und Dajana Jastremska mit 3:6 und 2:6.